# Denys Bojko
Denys Oleksandrowytsch Bojko (ukrainisch Денис Олександрович Бойко, * 29. Januar 1988 in Kiew; auch Boyko geschrieben) ist ein ehemaliger ukrainischer Fußballtorhüter.

## Karriere

### Verein
Bojko begann ab 2001 für die Nachwuchsabteilung vom Dynamo Kiew zu spielen. Vier Jahre später wurde er in den Profikader aufgenommen und spielte sowohl für die erste Mannschaft als auch für die beiden Reservemannschaften Dynamo-2 Kiew und Dynamo-3 Kiew.
Nachdem er ab 2008 der Reihe nach an die Vereine ZSKA Kiew, Obolon Kiew und Krywbas Krywyj Rih ausgeliehen wurde, wurde er in der Saison 2012/13 zum Saisonauftakt in der ersten Mannschaft von Dynamo Kiew eingesetzt. Danach war er aber nur noch die Nummer 2 und stand die Hälfte der Saison gar nicht im Aufgebot.
Deshalb wechselte er 2013 zum Ligarivalen Dnipro Dnipropetrowsk. Dort wurde er der neue Stammtorhüter und bestritt 29 der 30 Ligaspiele in seiner ersten Saison, die der Verein als Vizemeister beendete. Im Jahr darauf belegte Dnipropetrowsk, erneut mit Bojko als Stammtorwart, Platz 3 in der Meisterschaft. In der Europa League gelang dem Team der Durchmarsch bis ins Finale, was den größten internationalen Erfolg in der Vereinsgeschichte bedeutete. In acht der 17 Partien blieben die Ukrainer dabei ohne Gegentor.
Zur Rückrunde der Saison 2015/16 verpflichtete der Tabellenführer der türkischen Süper Lig Beşiktaş Istanbul Bojko als Ersatztorhüter. Dreimal kam er zum Einsatz, als Stammtorwart Tolga Zengin pausierte. Beşiktaş gewann am Saisonende die türkische Meisterschaft. Für die Saison 2016/17 wurde er an den FC Málaga ausgeliehen. In nur einer Saison bei Málaga bestritt Boyko drei Spiele, in denen er sieben Tore kassierte.
Am 10. Februar 2018 wurde bekannt gegeben, dass Denys Boiko bis zum Ende der Saison 2017/18 auf Leihbasis zu Dynamo Kiew zurückkehren würde.
Nach sechs Monaten beim Heimatverein unterschrieb Boiko einen festen Vertrag bei Dynamo Kiew. Bis 2023 absolvierte er insgesamt 93 Spiele für den Klub, gewann die Premjer-Liha, zweimal den ukrainischen Pokal und dreimal den Superpokal. 
Im Sommer 2023 wechselte er schließlich zu FK Polissja Schytomyr, bei welchen er ein Jahr später seine Karriere beendete.

### Nationalmannschaft
Bojko startete seine Nationalmannschaftskarriere 2003 mit einem Einsatz für die ukrainische U-15-Nationalmannschaft und durchlief bis zur ukrainische U-19-Nationalmannschaft alle Nachwuchsteams seines Landes.
Im November 2014 debütierte er während eines Testspiels gegen Litauen für die ukrainische A-Nationalmannschaft. Danach wurde er noch dreimal in Freundschaftsspielen eingesetzt, einmal davon im Vorfeld der Fußball-Europameisterschaft 2016 in Frankreich. Er wurde auch als Ersatztorhüter ins Aufgebot der Ukraine aufgenommen, kam aber nicht zum Einsatz.

## Erfolge
Beşiktaş Istanbul
- Süper Lig: 2015/16

Dynamo Kiew
- Premjer-Liha: 2020/21
- Ukrainischer Fußballpokal: 2019/20, 2020/21
- Ukrainischer Fußball-Supercup: 2018/19, 2019/20, 2020/21